# Pik Skalistyj
Pik Skalistyj (ryska: Пик Скалистый) är en bergstopp i Kirgizistan.   Den ligger i oblastet Batken, i den sydvästra delen av landet, 500 km sydväst om huvudstaden Bisjkek. Toppen på Pik Skalistyj är 5 604 meter över havet.
Terrängen runt Pik Skalistyj är huvudsakligen mycket bergig. Pik Skalistyj är den högsta punkten i trakten. Runt Pik Skalistyj är det glesbefolkat, med 17 invånare per kvadratkilometer. Det finns inga samhällen i närheten. Trakten runt Pik Skalistyj består i huvudsak av gräsmarker.